# No Rain, No Rainbow
No Rain, No Rainbow é o quarto álbum de estúdio da banda Greeley Estates. Foi lançado no dia 26 de Janeiro de 2010 pela Tragic Hero Records.

## Faixas
1. "Seven Hours"- 3:47
2. "I Shot the Maid"- 3:23
3. "Loyal.com"- 3:06
4. "Friends Are Friends For Never (featuring Cameron Martin of The Irish Front)"- 3:34
5. "The Offer"- 3:16
6. "Jealousy Breeds Killing Sprees (com Craig Mabbitt do Escape the Fate)"- 3:18
7. "Swim For Your Lives" (com Jared Warth do Blessthefall)"- 2:54
8. "They Won't Stay Dead"- 4:14
9. "Lying Through Your Teeth Doesn't Count As Flossing" (com Beau Bokan de Blessthefall)- 3:17
10. "Wolves Make Great Actors"- 3:43
11. "4,5,6"- 0:56
12. "You'll Never Leave Vegas Alive"- 3:47